# Personnages de Legends of Tomorrow
 (avril 2018).
Si vous disposez d'ouvrages ou d'articles de référence ou si vous connaissez des sites web de qualité traitant du thème abordé ici, merci de compléter l'article en donnant les références utiles à sa vérifiabilité et en les liant à la section « Notes et références ».
Cet article présente la liste des personnages de la série télévisée américaine Legends of Tomorrow créée par Andrew Kreisberg, Greg Berlanti et Marc Guggenheim.

## Tableau des personnages principaux
- Principal
- Récurrent/e
- Invité

| Acteur/Actrice            | Rôle                                | Saison | Saison | Saison | Saison | Saison | Saison | Saison |
| Acteur/Actrice            | Rôle                                | S1     | S2     | S3     | S4     | S5     | S6     | S7     |
| ------------------------- | ----------------------------------- | ------ | ------ | ------ | ------ | ------ | ------ | ------ |
| Arthur Darvill            | Rip Hunter                          |        |        |        |        |        |        |        |
| Caity Lotz                | Sara Lance / Canary                 |        |        |        |        |        |        |        |
| Brandon Routh             | Ray Palmer / The Atom               |        |        |        |        |        |        |        |
| Dominic Purcell           | Mick Rory / Heat Wave               |        |        |        |        |        |        |        |
| Victor Garber             | Professeur Martin Stein / Firestorm |        |        |        |        |        |        |        |
| Franz Drameh              | Jefferson Jackson / Firestorm       |        |        |        |        |        |        |        |
| Wentworth Miller          | Leonard Snart / Captain Cold        |        |        |        |        |        |        |        |
| Ciara Renée               | Kendra Saunders / Hawkgirl          |        |        |        |        |        |        |        |
| Falk Hentschel            | Carter Hall / Hawkman               |        |        |        |        |        |        |        |
| Amy Pemberton             | Gideon                              |        |        |        |        |        |        |        |
| Nick Zano                 | Nathaniel Heywood / Commander Steel |        |        |        |        |        |        |        |
| Maisie Richardson-Sellers | Amaya Jiwe / Vixen / Charlie        |        |        |        |        |        |        |        |
| Tala Ashe                 | Zari Tomaz                          |        |        |        |        |        |        |        |
| Matt Rayan                | John Constantine                    |        |        |        |        |        |        |        |
| Keiynan Lonsdale          | Wally West / Kid Flash              |        |        |        |        |        |        |        |
| Jes Macallan              | Ava Sharpe                          |        |        |        |        |        |        |        |
| Neal McDonough            | Damien Darhk                        |        |        |        |        |        |        |        |
| Courtney Ford             | Nora Darhk                          |        |        |        |        |        |        |        |
| Matt Letscher             | Eobard Thawne / Nega-Flash          |        |        |        |        |        |        |        |
| Raffi Barsoumian          | Bishop                              |        |        |        |        |        |        |        |
| Aliyah O’Brien            | Kayla                               |        |        |        |        |        |        |        |